# Rolandra
Rolandra là một chi thực vật có hoa trong họ Cúc (Asteraceae).

## Loài
Chi Rolandra gồm các loài: